# Marlene França
Marlene França (Uauá, 5 de agosto de 1943 — Itatiba, 23 de setembro de 2011) foi uma atriz, cineasta, diretora, documentarista, apresentadora e locutora brasileira.

## Biografia
Aos 13 anos, vendia doces na feira, quando foi convidada por Alex Viany para trabalhar no filme teuto-brasileiro Rosa dos Ventos.
Outros convites vieram. Em 1959, Walter Hugo Khoury a leva a fazer Fronteiras do Inferno, e no ano seguinte se consagra ao lado de Mazzaropi em Jeca Tatu, de Milton Amaral, com quem estava casada.
Depois de um ciclo de filmes rurais na década de 60, Marlene, por sua beleza plástica e seu tipo exótico, foi convidada a fazer vários filmes do gênero pornochanchada, principalmente na década de 1970, o que não a impediu, porém, de atuar em outras produções.
Seu diretor mais frequente nas comédias eróticas foi Fauzi Mansur. A Noite do Desejo (1973) lhe rendeu o prêmio Governador do Estado de melhor atriz.
Em 1976, Crueldade Mortal (Luiz Paulino dos Santos) a levaria ao Festival de Gramado, onde seria novamente premiada.
Sua filmografia abrange importantes cineastas brasileiros, como Ozualdo Candeias, Carlos Coimbra, Luís Sérgio Person, Rubem Biáfora, Jorge Ileli, Ody Fraga e Roberto Santos e outros, além dos já citados.
Marlene também se dedicou à direção, e seu currículo inclui três curta-metragens: Frei Tito (1983), Mulheres da Terra (1985) e Meninos de Rua (1988).
Faleceu de Infarto Fulminante aos 68 anos. Em Itatiba, no estado de São Paulo

## Filmografia
| Ano  | Título                               | Personagem                |
| ---- | ------------------------------------ | ------------------------- |
| 1957 | Die Windrose                         | Retirante                 |
| 1959 | Fronteiras do Inferno                | —                         |
| 1960 | Jeca Tatu                            | Marina                    |
| 1961 | Mulheres e Milhões                   | —                         |
| 1961 | A Garota do Quarto 13                | —                         |
| 1962 | Três Cabras de Lampião               | —                         |
| 1963 | O Cabeleira                          | Edite                     |
| 1964 | Lampião, O Rei do Cangaço            | Das Dôr (Maria das Dores) |
| 1964 | Der Satan mit den roten Haaren       | —                         |
| 1968 | O Pequeno Mundo de Marcos            | Marlene                   |
| 1968 | Panca de Valente                     | Terezinha                 |
| 1969 | O Agente da Lei                      | —                         |
| 1970 | Se Meu Dólar Falasse                 | —                         |
| 1971 | Uma Verdadeira História de Amor      | Sueli                     |
| 1971 | Lua-de-Mel e Amendoim                | amiga de Marcinha         |
| 1971 | Até o Último Mercenário              | Miriam                    |
| 1972 | Janaína - A Virgem Proibida          | Maria Teresa              |
| 1972 | A Herdeira Rebelde                   | Marilu                    |
| 1972 | A Infidelidade ao Alcance de Todos   | Dayse                     |
| 1972 | Sinal Vermelho - As Fêmeas           | Tânia                     |
| 1973 | Uma Negra Chamada Teresa             | —                         |
| 1973 | Trindade… É Meu Nome                 | —                         |
| 1973 | A Noite do Desejo                    | Marcela                   |
| 1974 | O Super Manso                        | Lúcia                     |
| 1974 | Caçada Sangrenta                     | Mecenas                   |
| 1975 | A Casa das Tentações                 | Candidata                 |
| 1975 | Bacalhau                             | Susete                    |
| 1976 | A Noite das Fêmeas                   | Márcia                    |
| 1976 | O Mulherengo                         | Marcela                   |
| 1976 | Crueldade Mortal                     | Arlete                    |
| 1978 | O Estripador de Mulheres             | Mulher da boate           |
| 1978 | Mulher Desejada                      | Edith                     |
| 1978 | O Bem Dotado - O Homem de Itu        | Neifa                     |
| 1979 | Paula - A História de uma Subversiva | Marta                     |
| 1979 | A Dama da Zona                       | Juliana                   |
| 1981 | La conquista del paraíso             | —                         |
| 1982 | O Último Vôo do Condor               | Telma                     |
| 1983 | Nasce Uma Mulher                     | Helena                    |
| 1988 | Quincas Borba                        | Fernanda                  |

### Televisão
| Ano  | Título                    | Personagem         | Notas                      |
| ---- | ------------------------- | ------------------ | -------------------------- |
| 1961 | Vigilante Rodoviário      | Fã                 | Episódio "O Rapto do Juca" |
| 1963 | Conflito                  | —                  |                            |
| 1966 | O Amor Tem Cara de Mulher | —                  |                            |
| 1966 | Almas de Pedra            | Eugênia            |                            |
| 1966 | A Ré Misteriosa           | Sandra             |                            |
| 1966 | Ciúmes                    | Clara              |                            |
| 1967 | Yoshico, um Poema de Amor | Rosa               |                            |
| 1967 | Os Rebeldes               | Ariane             |                            |
| 1985 | A Guerra dos Farrapos     | Bernardina Almeida |                            |

### Teatro[8]
- A Idade dos Homens (1963)
- A Grande Chantagem (1965)
- A Infidelidade ao Alcance de Todos (1967)
- A Comédia Atômica (1969)
- Ensaio Selvagem (1973)
- Dorotéia Vai à Guerra (1976)
- Sinal de Vida (1979)

## Prêmios e indicações
- Festival de Gramado

- Vencedor
1977: Melhor atriz coadjuvante por Crueldade Mortal
- Margarida de Prata (Brasil)

- Vencedor
1984, por Frei Tito
1987, por Mulheres da Terra
1988, por Meninos de Rua